# Улица Фрунзе (Таганрог)
Улица Фру́нзе — улица в центральной исторической части города Таганрога (Ростовская область).

## География
Улица Фрунзе начинается от Украинского переулка, заканчивается за 1-м Бульварным переулком. Протяжённость 3590 м. Нумерация домов ведётся от Украинского переулка. Трамвайные пути проложены по участку улицы от площади Восстания до Тургеневского переулка.

## История
До 1866 года называлась Католической, в честь построенного в 1810 году католического собора Пресвятой Троицы (Фрунзе, 58). С 1866 по 1923 год улица называлась Николаевской, в память цесаревича Николая Александровича Романова, который в августе 1863 года, за полтора года до своей смерти, посетил Таганрог. В 1923 году улица была переименована в честь Л. Д. Троцкого — революционера, соратника Ленина, ставшего позднее идеологическим противником Сталина и «врагом народа». С 1927 года улица носит имя военного, партийного и государственного деятеля М. В. Фрунзе. Любопытная деталь: ни Михаил Фрунзе, ни Лев Троцкий с Таганрогом никак не были связаны.

## Здания
- Родительский дом актрисы Фаины Раневской — ул. Фрунзе, 10 (Николаевская ул., 12);
- Таганрогский институт управления и экономики (Юридический факультет) — ул. Фрунзе, 16;
- Дом Караспасова (памятник архитектуры) — ул. Фрунзе, 18;
- Дом Рафаиловича (памятник архитектуры) — ул. Фрунзе, 20;
- Дом Дросси (памятник архитектуры) — ул. Фрунзе, 22;
- Дом Древицкого (памятник архитектуры) — ул. Фрунзе, 23. Разрушен в 2002 году;
- Дом Рабинович (памятник архитектуры) — ул. Фрунзе, 24.
- Дом Апостолопуло (памятник архитектуры) — ул. Фрунзе, 26.
- Дом Шимановского — ул. Фрунзе, 31.
- Областная физиотерапевтическая больница (Водолечебница Гордона) — ул. Фрунзе, 37;
- Таганрогский Главпочтамт — ул. Фрунзе, 38;
- Средняя школа № 10 — ул. Фрунзе, 40;
- Историко-краеведческий музей (Дворец Алфераки) — ул. Фрунзе, 41;
- Дом «Молодых специалистов» — ул. Фрунзе, 43;
- Дом актёра — ул. Фрунзе, 55[3];
- Центральная городская детская библиотека им. Горького — ул. Фрунзе 58;
- Дом Руссо — ул. Фрунзе, 65.
- Музей Градостроительства и быта — ул. Фрунзе, 80.
- Лютеранская церковь. Разрушена в 1923 году.

## Памятники
- Памятник Ф. Г. Раневской — ул. Фрунзе, 10 (ранее — Николаевская ул., 12);
- Скульптурная композиция «Меркурий» — у центрального входа в рынок «Радуга».